# Inetd
inetd – demon działający pod kontrolą systemu Unix lub Linux określany jako superserwer. Aplikacja ta nasłuchuje w danych portach żądań klientów, a następnie uruchamia inny proces, odpowiedzialny za daną usługę. Powoduje to istotne odciążenie systemu, ponieważ uruchomiony stale jest tylko inetd zamiast kilku innych procesów obsługujących każdą z usług. Rozwiązanie takie sprawdza się w przypadku tych usług, które nie są często używane i mają krótki czas uruchomienia np.: FTP, TFTP, telnet.
W nowszych dystrybucjach oprogramowania zastąpiony jest ulepszoną wersją o nazwie xinetd.
Plik konfiguracyjny inetd znajduje się w katalogu /etc/inetd.conf.